# Stappenmotor

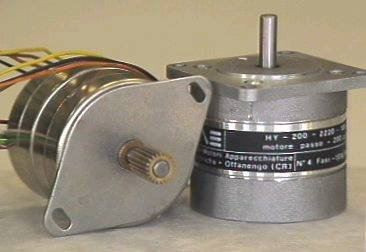
Stappenmotor

Omwille van de inductie van de wikkelingen, het opgenomen vermogen en temperatuurbeheersing zijn speciale schakelingen noodzakelijk, die de digitale sturing en de motor verbinden.

Verschillende configuratiedetails moeten beslist worden wanneer men een motor kiest. Bijna alles is combineerbaar

Een stappenmotor is een borstelloze, synchrone elektromotor, waarvan de hoekverdraaiing nauwkeurig te beheersen is, bijvoorbeeld in stappen van 1,8 graden. De rotor bevat permanente magneten; de stator is opgebouwd uit elektromagneten.
De hoge resolutie wordt bereikt door zowel de stator als de rotor van een groot aantal polen te voorzien, zodanig dat zij geen gemeenschappelijke factor bezitten. Telkens als een wikkeling bekrachtigd wordt, beweegt een pool van de rotor zich naar een pool van de stator, recht ertegenover, waardoor de rotor een klein stukje draait. Door naast elkaar gelegen wikkelingen gelijktijdig en verschillend te bekrachtigen (meestal door middel van pulsbreedtemodulatie) kan een nog hogere resolutie worden bereikt.

## Types

### Permanente magneet
De rotor en stator van deze motor zijn meestal niet getand. De rotor heeft een noord- en een zuidkant. Door een fase te activeren ontstaat er een elektromagnetische kracht en zal de rotor zich uitlijnen met de bekrachtigde fase.
Om de stapresolutie van een permanente magneetstappenmotor te vergroten, kan men het aantal polen in de stator of het aantal fasen verhogen of de uitgaande as van de motor voorzien van een tandwielvertraging.

### Variabele reluctantie

Reluctantiestappenmotor

Een variabele reluctantiestappenmotor heeft een getande, niet magnetische rotor. Wanneer een fase wordt bekrachtigd, beweegt de rotor zich naar de plaats met de kleinste magnetische weerstand (minimum reluctantie). Om de resolutie te verhogen bij een variabele reluctantiestappenmotor kan men het aantal tanden in de rotor of het aantal polen in de stator verhogen.

### Hybride
Een hybride stappenmotor is een combinatie tussen de twee voorgaande typen. De rotor is magnetisch en getand, ook de polen van de stator zijn getand. De vertanding in de stator is opgedeeld in twee verschillende zones, één zone voor noordpolen en een voor zuidpolen. Ze zijn dus tegenpolig, ook staan de zuidpolen ‘tussen’ de noordpolen. De rotor zal bij het bekrachtigen van een fase zich verplaatsen naar de positie met de minste ruimte tussen de tanden van de rotor en de tanden van de stator. De hybride stappenmotor wordt veel gebruikt.

## Windingstypes

### Unipolaire type
De unipolaire stappenmotor bezit twee wikkelingen met elk een middenaftakking en heeft dus zes aansluitingen. De middenaftakkingen (common) worden permanent aan één kant van de voedingsspanning aangesloten. In sommige gevallen zijn beide common-aansluitingen samengenomen en heeft de motor vijf aansluitingen.  De vier andere aansluitingen worden door de besturing steeds wel of niet met het andere eind van de spanning verbonden. Op deze wijze worden hoogstens twee halve wikkelingen tegelijk bekrachtigd, zodat op enig gegeven moment minstens de helft van de wikkelingen ongebruikt blijft. Daardoor is een compacte bouw niet mogelijk. Het voordeel is echter de relatief eenvoudige besturing; er zijn maar vier vermogenstransistoren nodig. Met de komst van de hoog-geïntegreerde elektronica is dit echter niet langer een economisch voordeel; dit type motor raakt in onbruik.

### Bipolaire type
De bipolaire stappenmotor bezit twee wikkelingen zonder middenaftakking en heeft dus vier aansluitingen. Tegenwoordig is dit het gangbare type. De wikkelingen worden in beide richtingen bekrachtigd en moeten daarom elk in een transistorbrugschakeling geplaatst worden.

## Besturing
Net als een synchrone wisselspanningsmotor wordt de stappenmotor in het ideale geval aangestuurd met zuivere sinusvormige stromen. Hierdoor wordt een vloeiende beweging mogelijk, maar dit is bezwaarlijk voor de besturing; een analoge vermogensschakeling geeft hoge verliezen. In de praktijk wordt vaak een digitale aansturing, die gebruikmaakt van pulsbreedtemodulatie, gebruikt. Eenvoudiger besturingen maken slechts één puls per stap. Hierbij moet een stroombegrenzer de stroom binnen de perken houden.

## Toepassingen
De stappenmotor wordt veel gebruikt in positioneringssystemen, met name als onderdeel van een servosysteem. Voorbeelden van toepassingen zijn:
- diskettestations
- scanners
- printers
- plotters
- harde schijven
- cd-spelers
- robotarmen